# Тебисское
Теби́сское — село в Чановском районе Новосибирской области. Административный центр Тебисского сельсовета.

## География
Площадь села — 57 гектаров.

## История
В 1976 году указом Президиума Верховного Совета РСФСР посёлку фермы № 1 совхоза «Тебисский» присвоено наименование село Тебисское.

## Население
| 1996 | 2002 | 2007 | 2010 |
| ---- | ---- | ---- | ---- |
| 900  | ↘783 | ↗824 | ↘721 |

## Улицы
| - ул. 60 лет Октября, - ул. Восточная, - ул. Зелёная, - ул. Красноармейская, | - ул. Ленина, - ул. Озёрная, - ул. Советская. |

## Инфраструктура
В селе по данным на 2007 год функционируют 1 учреждение здравоохранения и 2 учреждения образования.